# Krajków (Krzyworzeka)
Krajków – część wsi Krzyworzeka w Polsce, położona w województwie łódzkim, w powiecie wieluńskim, w gminie Mokrsko.
W latach 1975–1998 Krajków administracyjnie należał do województwa sieradzkiego.